# Санта-Леокадия-де-Бритейруш
Санта-Леокадия-де-Бритейруш (порт. Santa Leocádia de Briteiros)  —  район (фрегезия) в Португалии,  входит в округ Брага. Является составной частью муниципалитета  Гимарайнш. Находится в составе крупной городской агломерации Большое Минью. По старому административному делению входил в провинцию Минью. Входит в экономико-статистический  субрегион Аве, который входит в Северный регион. Население составляет 906 человек на 2001 год. Занимает площадь 5,08 км².
Покровителем района считается Санта-Леокадия (порт. Santa Leocádia).